# 姫田光義
姫田 光義（ひめた みつよし、1937年10月2日 - ）は、日本の歴史学者。専門は中国現代史、中国共産党史。中央大学経済学部名誉教授。筆名=武内 香里(タケウチ カオリ)。
アジア政経学会、日本平和学会会員。「撫順の奇蹟を受け継ぐ会」会員。映像民俗学者の姫田忠義は兄。

## 経歴
兵庫県神戸市出身。東京教育大学文学部東洋史学科卒。東京教育大学大学院東洋史学専攻博士課程修了。1967年、日本国際問題研究所所員。1972年、香港総領事館特別研究員（～1973年10月）。1975年、中央大学助教授。1977年、同教授。1993年、同学生部長（～1995年）。2008年、同退職、名誉教授。

## 著書

### 単著
- 『中国現代史の争点 政治闘争と「歴史の書き換え」』日中出版(現代中国双書 1977
- 『中国革命に生きる コミンテルン軍事顧問の運命』1987 (中公新書)
- 『中国-民主化運動の歴史』青木書店 1990
- 『「三光作戦」とは何だったか 中国人の見た日本の戦争』1995 (岩波ブックレット)
- 『林彪春秋』中央大学出版部 2009

### 共編書
- 『中国の政治と林彪事件』武内香里（筆名）, 森沢幸 著 日中出版 1975
- 『中国近現代史』上下　阿部治平、上原一慶、高橋孝助、前田利昭共著 東京大学出版会 1982
- 『十五年戦争極秘資料集 第8集重慶中国国民党在港秘密機関検挙状況』編・解説 不二出版 1988
- 『もうひとつの三光作戦』陳平共著,丸田孝志 訳 青木書店 1989
- 『中国20世紀史』丸山伸郎,石井明,久保亨,前田利昭,阿部治平,岡部牧夫,中野達共著 東京大学出版会 1993
- 『東アジア・北東アジア 中華世界の内と外なる<南>』編 大月書店(<南>から見た世界 1999
- 『日中戦争下中国における日本人の反戦活動』藤原彰共編 青木書店 1999

### 訳書
- 南京市文史資料研究会 編『証言・南京大虐殺 戦争とはなにか』加々美光行共訳・解説 青木書店 1984
- ジョナサン・スペンス, アンピン・チン編『中国の世紀 フォトドキュメント』日本語版監修 大月書店 1998